# Gutenstein (Herrschaft)
Die Herrschaft Gutenstein war eine Grundherrschaft im Viertel unter dem Wienerwald im Erzherzogtum Österreich unter der Enns, dem heutigen Niederösterreich.

## Ausdehnung
Die Herrschaft, die ebenso eine Grafschaft war, umfasste zuletzt
- die Ortsobrigkeit über den Markt Gutenstein, dann die Rotten Vorderbruck, Steinapiesting, Längapiesting, Hintergschaid, Urgersbach, Zellenbach und Klostertal;
- den Markt Schwarzau, dann die Rotten Gegend, Steinbruch, Vois, Preintal, Graben und Naßwald;
- Rohr im Gebirge besteht aus den Rotten Rohr, Winsaberg, einem Teil von Steinapiesting, und einem Teil von Zellenbach;
- Pernitz (Dorf) mit der Rotte Feichtenbach;
- Neusiedl im Gebirge;
- Miesenbach bestehend aus den Ämtern Scheuchenstein, Frohnberg und der Rotte Balbersdorf und
- Waidmannsfeld (Dorf) mit der Rotte Krottenbach.

Der Sitz der Verwaltung befand sich im Markt Gutenstein.

## Geschichte
Letzter Inhaber der Fideikommissherrschaft war Johann Ernst Graf von Hoyos-Sprinzenstein, bis diese als Folge der Reformen 1848/1849 aufgelöst wurde.